# Мечислав Шимчак
Мечѝслав Шѝмчак (на полски: Mieczysław Szymczak) е полски езиковед полонист, диалектолог, професор във Варшавския университет, гост-професор в университета на Алберта (1968 – 1970), член на научния комитет на Полската академия на науките и Международния комитет на славистите, председател на полско-българската Комисия по полинистика и българистика (1984), носител на Кавалерски кръст на Ордена на Възраждане на Полша.

## Трудове
- Gwara Domaniewka i wsi okolicznych w powiecie łe̜czyckim (1961) – докторска дисертация
- Słownik gwary Domaniewka w powiecie Łeczyckim (1962 – 1973)
- Nazwy stopni pokrewieństwa i powinowactwa rodzinnego w historii i dialektach je̜zyka polskiego (1966)
- Słownik ortograficzny jezyka polskiego: wraz z zasadami pisowni i interpunkcji (1975)
- Słownik języka polskiego (1978 – 1981)
- Z zagadnień słownictwa współczesnego języka polskiego (1978)